# Giovanni Maria Rasario
Giovanni Maria Rasario (Valduggia, 1906 – 1988) è stato un medico italiano.
Di padre piemontese e di madre napoletana, fu clinico medico all'Università di Catania.

## Attività  universitaria
Studiò medicina a Napoli. Qui, ancora studente, seguì il prof. Luigi Condorelli, quando questi era aiuto del prof. Giuseppe Zagari presso la clinica medica dell'Università di Napoli. Laureatosi nel 1930, continuò a lavorare nella stessa clinica come assistente e, quando nel 1933 il prof. Condorelli si trasferì a Cagliari quale titolare di patologia medica, lo seguì in quella città per poi, sempre al seguito del maestro, passare nel 1936 a Bari, nel 1938 a Catania e nel 1953 a Roma.
Vincitore di concorso, nel 1956 si trasferì a Catania come titolare di semeiotica prima e come clinico medico dopo, fino al pensionamento, lasciando il suo posto all'allievo Giacomo Tamburino. Fra i suoi allievi in cattedra in altre discipline, si annovera il prof. Antonino Mistretta, illustre pneumologo.
Un suo busto bronzeo si trova nella Clinica medica dell'Università di Catania.

## Attività  scientifica
Nella sua lunga permanenza nella città etnea, dal 1938 al 1953 prima e dal 1956 al 1976 dopo,  visse gli anni della sua maturità scientifica, svolgendo la sua attività di ricercatore e di trattatista medico. Infatti, è di questo periodo la sua vasta produzione trattatistica, pubblicando con la casa editrice Idelson di Napoli, nell'ordine, il Manuale di terapia clinica e ragionata, il Manuale di Semeiotica medica, la Patologia medica in due volumi e, infine, la Elettrografia clinica e ragionata. Con le ben 47 edizioni dei suoi trattati, Rasario è considerato per la sua efficacia espositiva uno tra i più letti trattatisti di medicina. Con Lui si è chiusa l'epoca in cui un solo autore - fatto eccezionale ad oggi - curava da cima a fondo la sua opera.
L'attività di ricercatore si svolse in vari campi.
1. -Panarterite nodosa
2. -Tumori primitivi del fegato.
3. -Istopatologia della innervazione intraparietale del seno carotideo.
4. -Miofibrosi striale da stasi .
5. -Danni anatomici ed ematologici da perdita prolungata di bile.
6. -Blocchi atrio-ventricolari da lesioni del crocicchio delle vie sino-nodali.
7. -Fibrillazione parziale degli atri.
8. -Extrasistolia striale  multipla quale preludio degli stati fibrillatori.
9. -Documentazione di un ritmo di base nella fibrillazione striale.
10. -Origine da centri eterotopi del flutter e della fibrillazione striale.

## Riconoscimenti accademici
Per i meriti acquisiti nella ricerca, nella didattica e nella trattatistica fu insignito della medaglia d'oro per la Pubblica Istruzione, fu nominato Professore emerito di Clinica medica, gli fu assegnato il Premio Marzotto.